# Stegana convergens
Stegana convergens är en tvåvingeart som först beskrevs av Meijere 1911.  Stegana convergens ingår i släktet Stegana och familjen daggflugor. Inga underarter finns listade i Catalogue of Life.